# دست‌نوشته برگ نخل

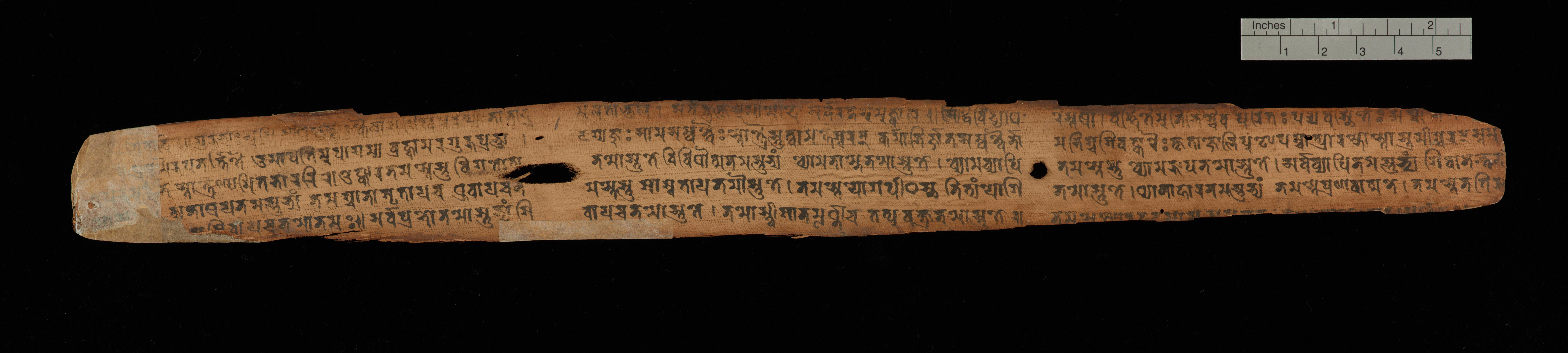
این نسخهٔ خطی از برگ نخل، یکی از کهن‌ترین نسخه‌های تاریخ‌دار زبان سانسکریت از جنوب آسیا است که متن Pārameśvaratantra، یکی از متون شایوای سیدهانتا را منتقل می‌کند؛ مکتبی که شیوا را به عنوان پارامشوَرا می‌پرستید. یادداشتی در این نسخه می‌گوید که این متن در سال ۲۵۲ کپی شده است که برخی پژوهشگران آن را متعلق به دورهٔ پادشاه نپالی آمشوورمن دانسته‌اند که برابر با ۸۲۸ میلادی است. نگهداری‌شده در کتابخانه دانشگاه کمبریج

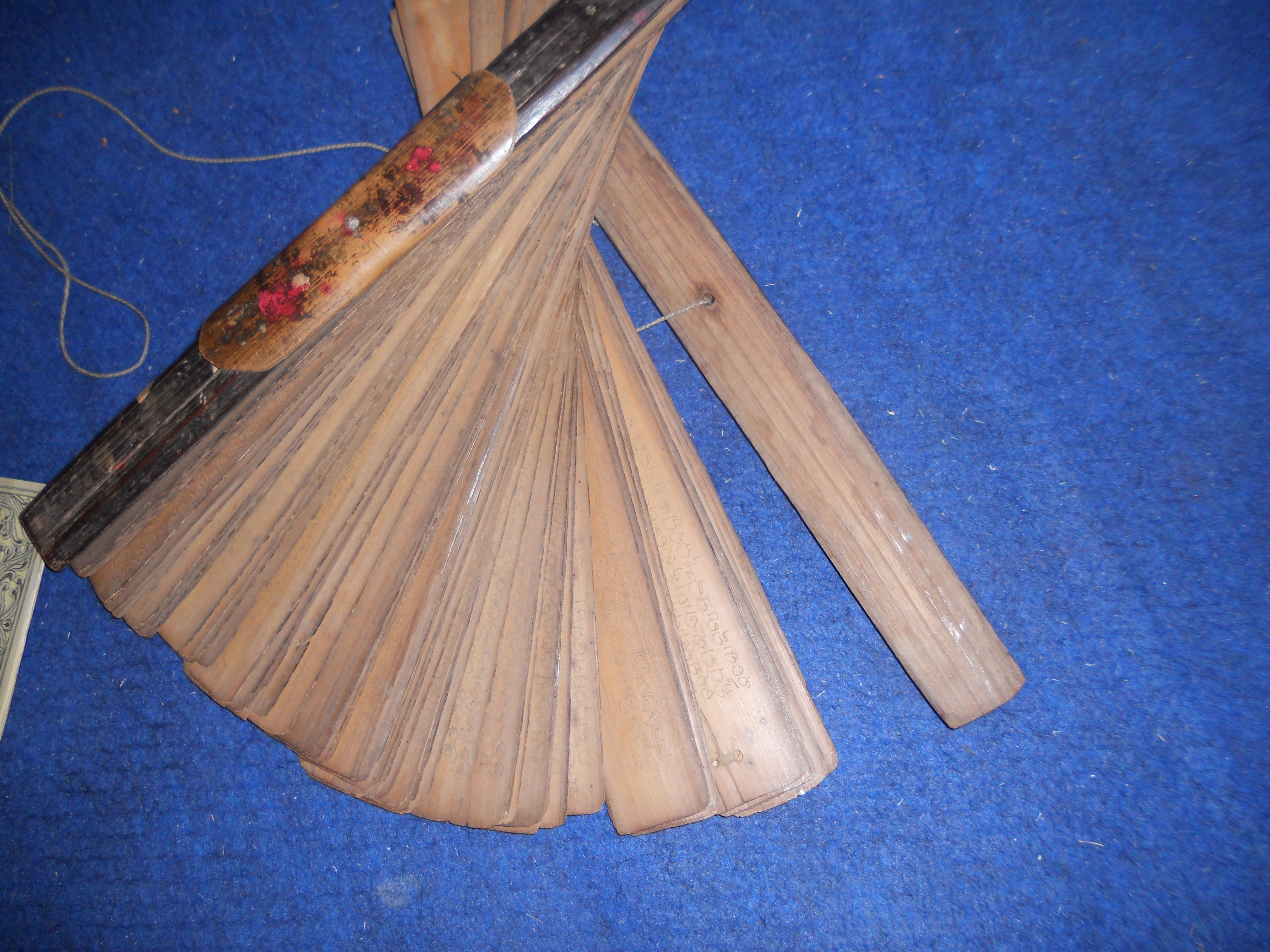
نسخه‌های خطی برگ نخل متعلق به سدهٔ شانزدهم، به خط اودیا

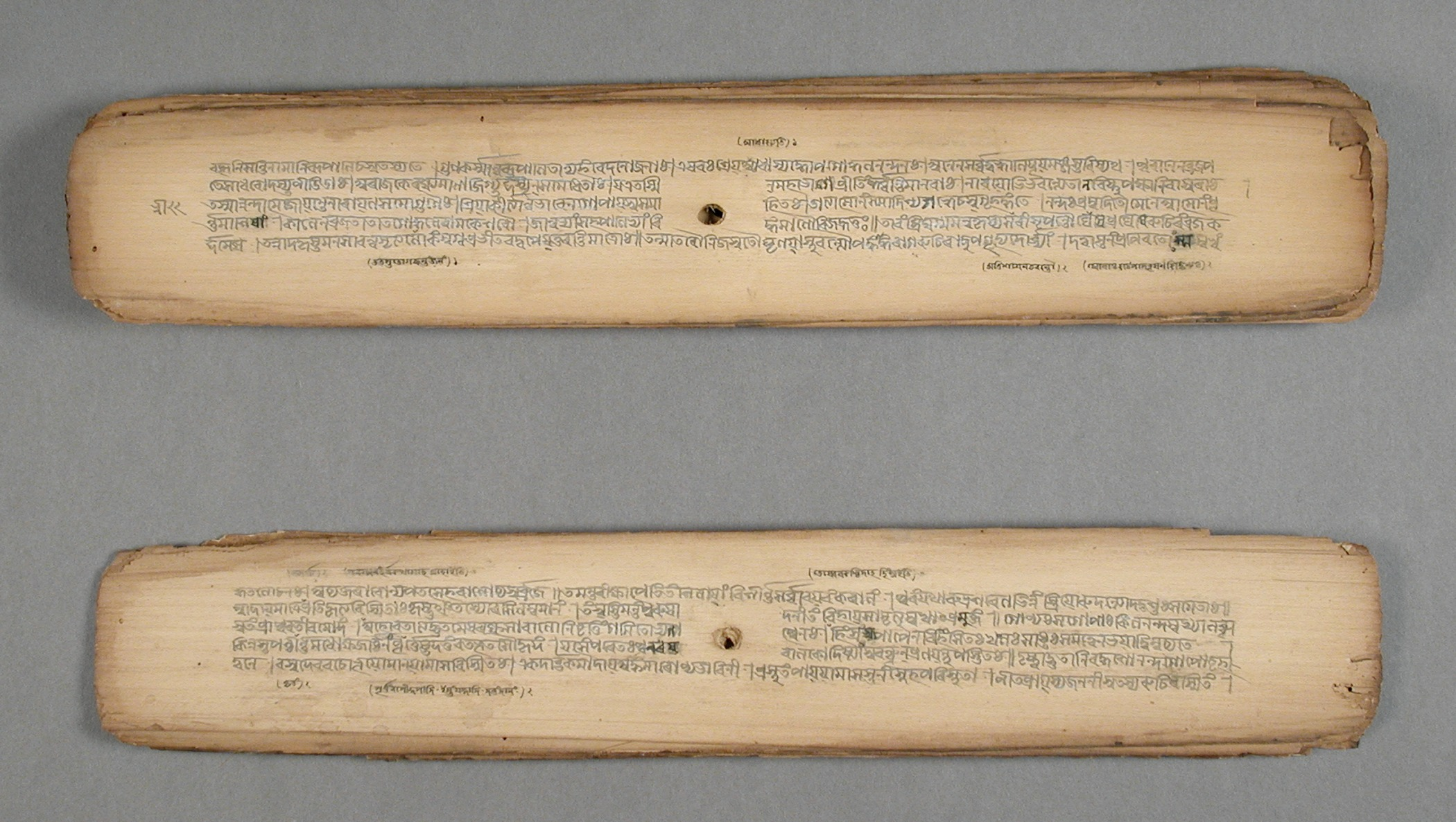
نسخهٔ خطی بهاگاواتا پورانا، سدهٔ شانزدهم، بر روی برگ نخل

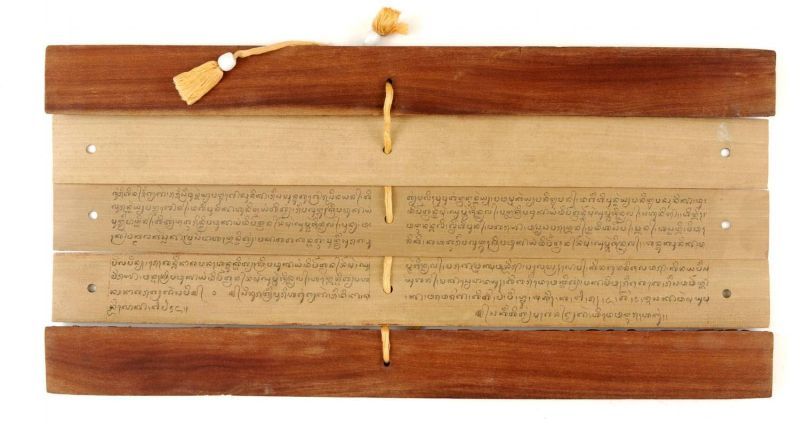
نسخهٔ خطی هندو بر روی برگ نخل (لنتارا) از بالی (استان) اندونزی، که روش اتصال برگ‌ها با نخ برای ساخت کتاب را نشان می‌دهد

دست‌نوشته‌های برگ نخل یا نسخه‌های خطی برگ نخل، دست‌نوشته‌هایی هستند که بر روی برگ‌های خشک‌شده نخل نوشته می‌شده‌اند. این نوع نسخه‌ها عمدتاً در جنوب آسیا، به‌ویژه در هند، سری‌لانکا، نپال، تایلند و اندونزی برای نوشتن متون مذهبی، ادبی و علمی استفاده می‌شده‌اند.
استفاده از برگ نخل به‌عنوان نوشت‌افزار در شبه‌قاره هند و جنوب شرق آسیا قدمتی تا قرن پنجم پیش از میلاد دارد. این شیوه نخست در جنوب آسیا رواج یافت و سپس به مناطق دیگر گسترش پیدا کرد، به‌ویژه برای نوشتن متون روی برگ‌های خشک‌شده و دوده‌داده‌شدهٔ نخل پالمیرا یا نخل چتری. کاربرد این نسخه‌ها تا قرن نوزدهم ادامه داشت، زمانی که چاپخانه‌ها جایگزین دست‌نویس‌ها شدند.
یکی از کهن‌ترین نسخه‌های کاملِ باقی‌مانده از یک رسالهٔ برگ نخل، متنی سانسکریت در زمینهٔ شیواپرستی مربوط به قرن نهم میلادی است که در نپال کشف شده و اکنون در کتابخانه دانشگاه کمبریج نگهداری می‌شود. نسخه اسپیتزر نیز مجموعه‌ای از قطعات برگ نخل است که در غارهای قزل چین یافته شده‌اند. قدمت این قطعات به حدود قرن دوم میلادی بازمی‌گردد و به زبان سانسکریت ترکیبیِ بودایی نوشته شده‌اند.

## پیشینه

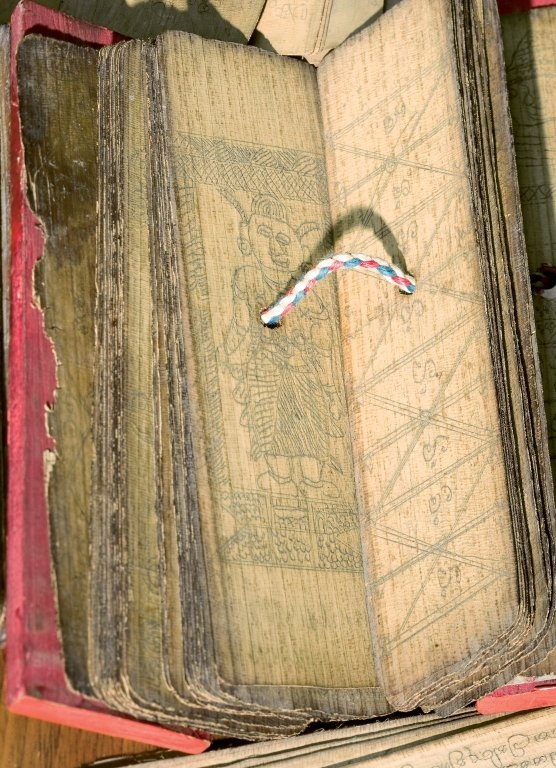
نسخه خطی پزشکی به زبان سینهالی، حدوداً مربوط به سال ۱۷۰۰ میلادی

متن در نسخه‌های برگ نخل با قلم چاقومانند روی برگ‌های مستطیل‌شکل و آماده‌شده حکاکی می‌شد، سپس رنگی بر سطح آن کشیده و پاک می‌شد تا رنگ در شیارهای حک‌شده باقی بماند. معمولاً هر برگ دارای یک سوراخ برای عبور نخ بود و برگ‌ها از طریق این سوراخ‌ها با نخ به هم بسته می‌شدند و به شکل کتاب درمی‌آمدند.
این نسخه‌ها عمری میان چند دهه تا حدود ۶۰۰ سال داشتند و پس از آن به دلیل رطوبت، حشرات، کپک و شکنندگی از بین می‌رفتند؛ بنابراین می‌بایست پیش از پوسیدگی، روی برگ‌های تازه کپی می‌شدند.
کهن‌ترین دست‌نوشته‌های هندی برگ نخل، بیشتر در اقلیم‌های سرد و خشک مانند نپال، تبت و آسیای مرکزی یافته شده‌اند. هر برگِ منفرد برگ نخل در سانسکریت پاترا یا پارنا (در پالی/پراکرت: پَنّا) نام داشت و برگ آماده برای نوشتن را تادا-پاترا یا تالا-پاترا می‌نامیدند.
نسخهٔ معروف به نسخه باوِر از سدهٔ پنجم میلادی که در ترکستان چین کشف شد، روی پوست درخت توسکا نوشته شده، اما به شکل برگ نخل آماده شده بود.
معبدهای هندو اغلب مرکز نگهداری، آموزش و استنساخ این نسخه‌ها بودند. در جنوب هند، معابد و مَت‌ها (صومعه‌های دینی) نقش حفاظتی داشتند و تعداد زیادی نسخه خطی در موضوعاتی چون فلسفه هندو، شعر، دستور زبان و دیگر علوم در آن‌ها نوشته، بازنویسی و نگهداری می‌شد.
شواهد باستان‌شناسی و کتیبه‌ای نشان می‌دهد کتابخانه‌هایی به نام سَراسواتی‌بَندارا احتمالاً از سدهٔ دوازدهم وجود داشته‌اند و کتابداران در آن‌ها کار می‌کرده‌اند. این نسخه‌ها همچنین در معبدهای جینی و صومعه‌های بودایی نگهداری می‌شدند.
با گسترش فرهنگ هندی به جنوب شرق آسیا، کشورهایی چون اندونزی، کامبوج، تایلند، لائوس و فیلیپین نیز دارای مجموعه‌های بزرگی از این نسخه‌ها شدند. در بالی (اندونزی) و معابد سده دهمی کامبوج مانند انگکور وات و بانتی سری، کتابخانه‌های سنگی ویژه‌ای برای نگهداری نسخه‌های لنتار کشف شده‌اند.
یکی از قدیمی‌ترین دست‌نوشته‌های سانسکریت روی برگ نخل، متن پارامشوَراتنتره از مکتب شایوای سیدهانتا است که به سدهٔ نهم میلادی و حدود ۸۲۸ میلادی بازمی‌گردد. این مجموعهٔ کشف‌شده همچنین بخش‌هایی از متنی دیگر به نام Jñānārṇavamahātantra را شامل می‌شود که هم‌اکنون در کتابخانه دانشگاه کمبریج نگهداری می‌شود.
با معرفی چاپ فشاری در اوایل سدهٔ نوزدهم، چرخهٔ استنساخ متون از روی برگ‌های نخل تقریباً پایان یافت. امروزه دولت‌های گوناگون در حال تلاش برای حفظ اسناد باقی‌ماندهٔ برگ نخل هستند.

## پیوند با توسعهٔ سامانه‌های نوشتاری
طرح گرد و خطی بسیاری از خطوطی که از خطوط براهمی منشأ گرفته‌اند – مانند دیواناگری، ناندیناگری، خط کانادا، خط تلوگو، خط لنتارا، الفبای جاوه‌ای، الفبای بالیایی، خط اودیا، خط برمه‌ای، خط تامیلی، الفبای خمری و غیره – ممکن است ناشی از سازگاری با مادهٔ برگ نخل بوده باشد، زیرا حروف زاویه‌دار ممکن بود باعث پاره شدن برگ‌ها شوند.

## گونه‌های منطقه‌ای

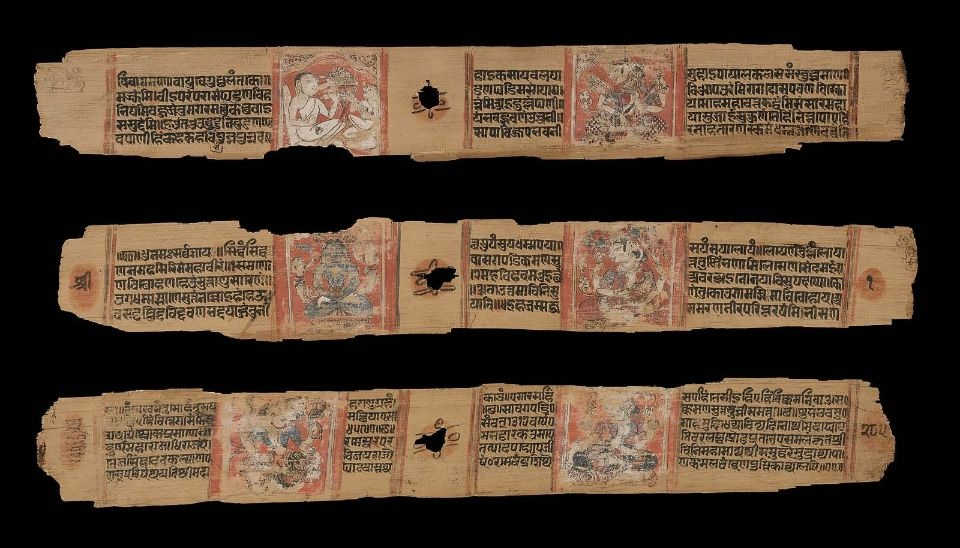
نسخهٔ خطی دین جین از برگ نخل، متعلق به راجستان

### کامبوج
نسخه‌های برگ نخل که در زبان خِمِر «سلئوْک ریث» نامیده می‌شوند، از زمان انگکور در کامبوج رایج بوده‌اند و شواهد آن در نقش‌برجسته‌های انگکور وات دیده می‌شود. اگرچه تا قرن بیستم اهمیت بسیاری داشتند، با آغاز جنگ داخلی کامبوج، بنا به تخمین باستان‌شناس فرانسوی اولیویه دُ برنون، حدود ۹۰٪ آن‌ها از میان رفت. نسخه‌های مدرن مانند دفترنامه یا رسانه‌های دیجیتال جایگزین شدند، اما اقدامات حفاظتی در صومعه‌هایی چون وات اونالوم در پنوم‌پن آغاز شده است.

### هند
در شهر تانجاوور، نسخه‌های گرانبهایی از برگ نخل نگهداری می‌شود.

#### اودیشا
نسخه‌های برگ نخل اودیشا شامل متون مقدس، تصویرهایی از دِوَداسی‌ها و انواع مودراهای کاما سوترا هستند. برخی از متون مهم یافت‌شده شامل Smaradipika, Ratimanjari, Pancasayaka و Anangaranga هستند که به زبان اوریه و زبان سانسکریت نوشته شده‌اند. موزه ایالتی اودیشا در بهوبنشور دارای ۴۰٬۰۰۰ نسخهٔ برگ نخل است؛ اکثر آن‌ها به خط اودیا و زبان سانسکریت‌اند. قدیمی‌ترین نسخه به سدهٔ چهاردهم بازمی‌گردد، اگرچه متن آن به سدهٔ دوم میلادی تعلق دارد.

#### کرالا

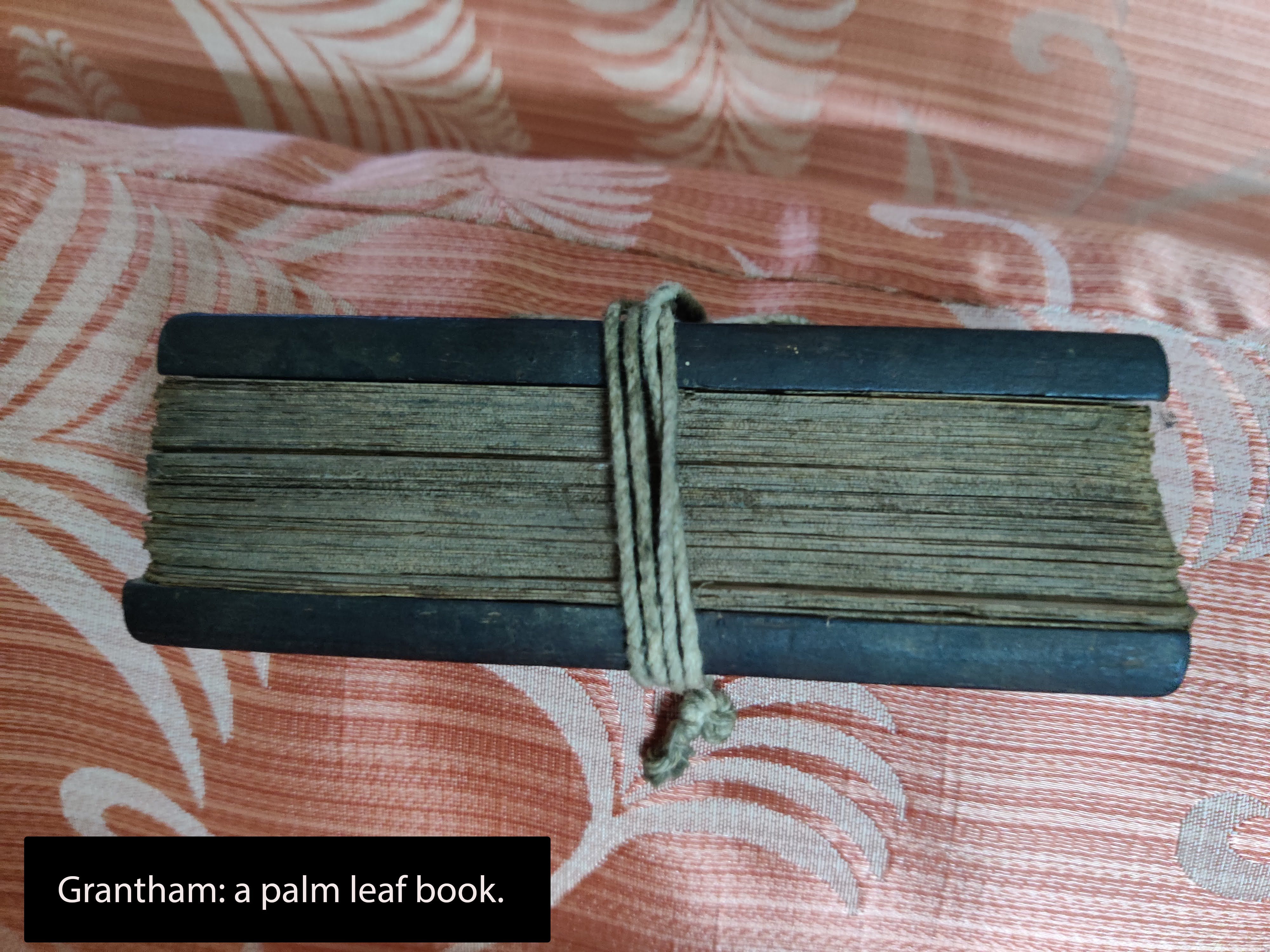
نسخهٔ برگ نخل
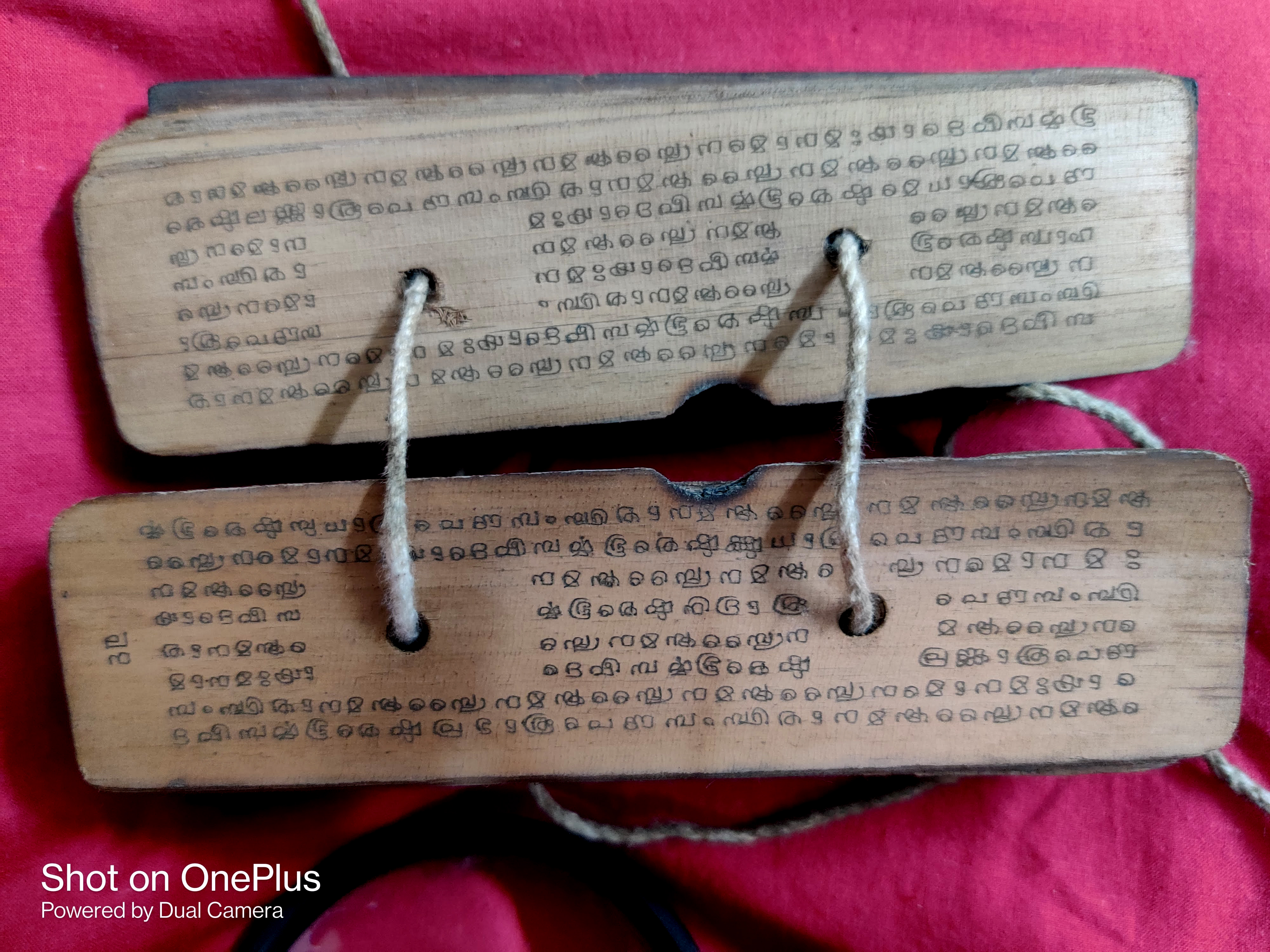
نسخهٔ برگ نخل
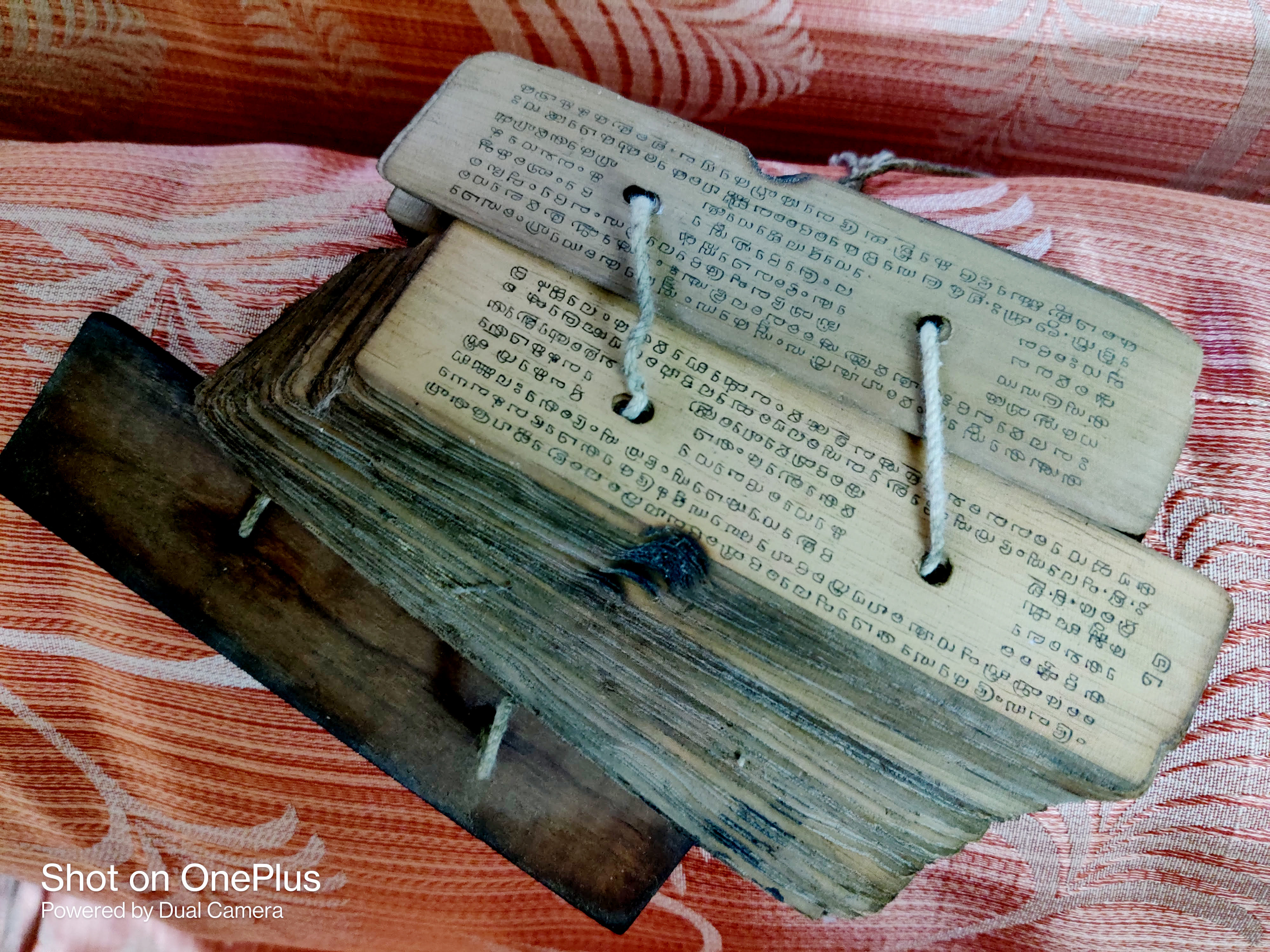
نسخهٔ برگ نخل

#### تامیل نادو

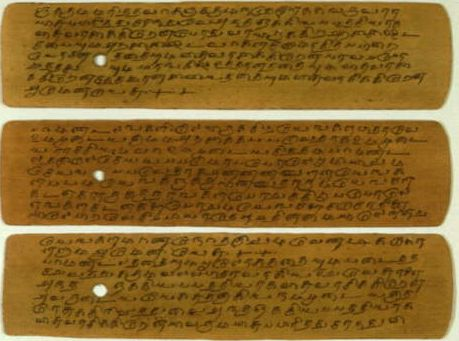
نمازهای مسیحی به زبان تامیلی، نوشته‌شده بر روی برگ نخل، سدهٔ شانزدهم

در سال ۱۹۹۷، یونسکو مجموعهٔ نسخه‌های پزشکی تامیلی را در فهرست حافظه جهانی ثبت کرد. نمونه‌ای مشهور از نگارش تاریخ در برگ نخل، کتاب تولکاپیام (Tolkāppiyam) است؛ کتابی در دستور زبان تامیلی از حدود سدهٔ سوم پیش از میلاد. بنیاد میراث تامیل پروژه‌ای جهانی برای دیجیتالی‌سازی این نسخه‌ها راه‌اندازی کرده و آن‌ها را از طریق اینترنت در دسترس عموم قرار داده است.

### اندونزی
در اندونزی، نسخهٔ برگ نخل لنتار نامیده می‌شود. واژهٔ لنتار در زبان اندونزیایی شکل امروزی واژهٔ کاوی رونتال است که از دو واژهٔ قدیمی رون به‌معنای «برگ» و تال به‌معنای نخل پالمیرا تشکیل شده است. برگ‌های درخت رونتال برای مقاصد گوناگونی مانند بافتن حصیر، بسته‌بندی شکر پالم، و نگارش متن استفاده می‌شدند. امروز، هنر نگارش بر رونتال هنوز در بالی (استان) توسط برهمنان بالیایی به عنوان وظیفه‌ای مقدس حفظ شده است.

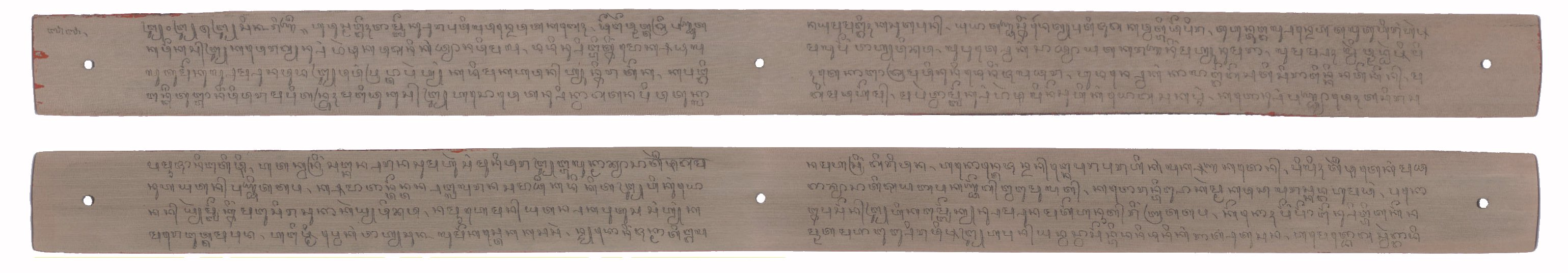
نسخهٔ بالیایی از کاکاوین آرجوناویواها

بسیاری از نسخه‌های قدیمی برگ نخل مربوط به جاوه و دورهٔ امپراتوری ماجاپاهیت (سده‌های ۱۴–۱۵ میلادی) هستند. متون قدیمی‌تری مانند Arjunawiwaha, Smaradahana, Nagarakretagama و Kakawin Sutasoma در جزایر بالی و لومبوک یافت شده‌اند. همچنین متون سوندایی مانند Carita Parahyangan, Sanghyang Siksakandang Karesian و Bujangga Manik نیز از این دست‌اند.

### میانمار (برمه)

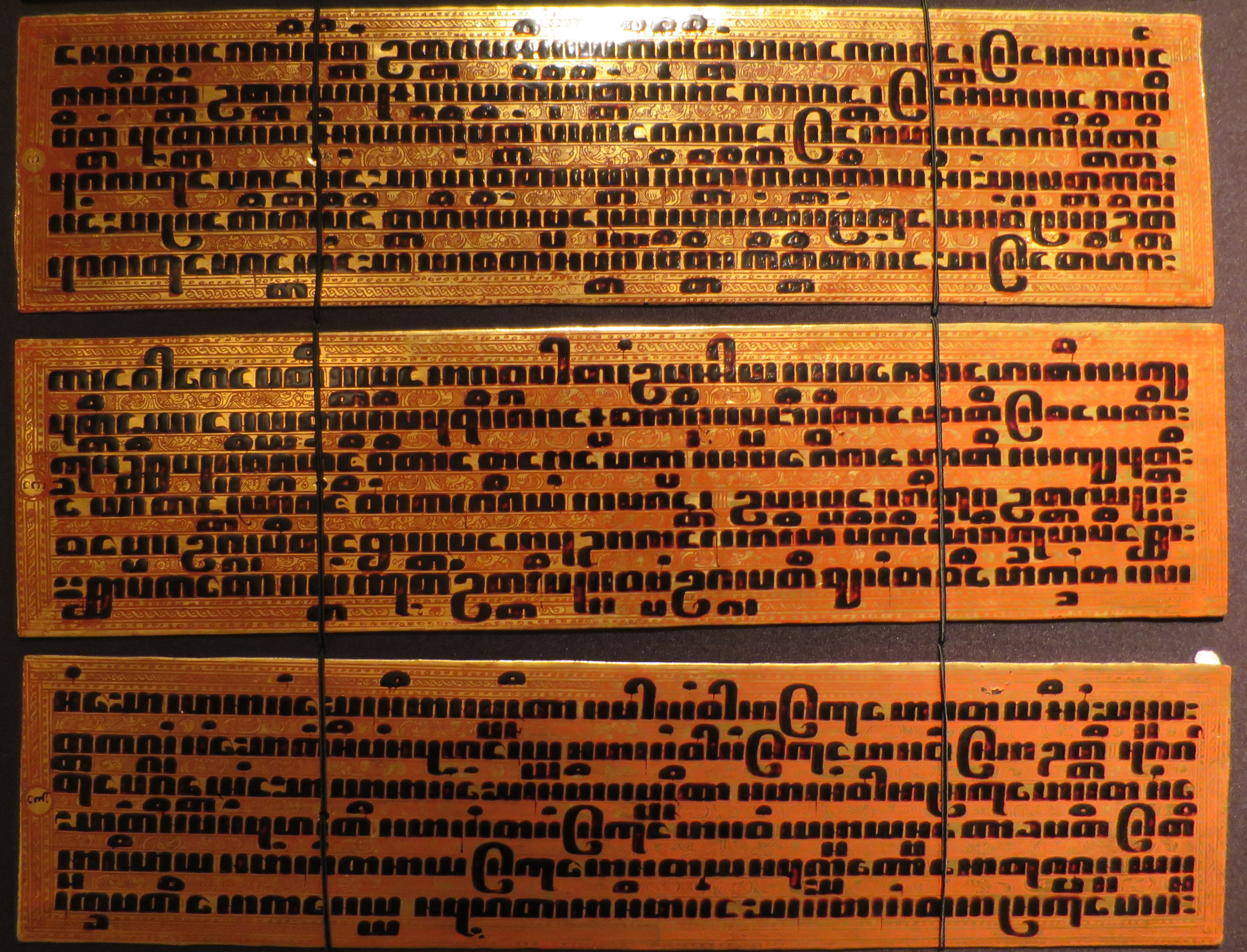
نسخهٔ خطی برگ نخل موسوم به کاماوا از باگان، میانمار، سدهٔ نوزدهم

در میانمار، نسخهٔ برگ نخل پسا (ပေစာ) نام دارد. در دورهٔ پیش از استعمار، در کنار کتاب‌های تاشو، پسا ابزار اصلی نگارش متون دینی، اداری و حقوقی بود. استفاده از پسا به سدهٔ دوازدهم و پادشاهی پاگان بازمی‌گردد، اما بیشتر نسخه‌های باقی‌مانده مربوط به سده‌های هجدهم و نوزدهم هستند. منابع تاریخی مهم همچون وقایع‌نامه‌های برمه نخست بر روی پسا نوشته شده‌اند.
در سدهٔ هفدهم، نسخه‌های تزیینی به نام kammavācā یا کاماواسا پدیدار شدند که با نقش‌ونگار، مرکب، لاک و برگ طلا تزیین شده‌اند. کهن‌ترین آن‌ها متعلق به سال ۱۶۸۳ است. سبک خط آن‌ها با قلم بذر تمر هندی شبیه کتیبه‌های سنگی برمه‌ای است. تولید این نسخه‌ها تا سدهٔ بیستم ادامه داشت.
کتابخانه مرکزی دانشگاه‌ها در یانگون دارای بزرگ‌ترین مجموعه نسخه‌های سنتی کشور با ۱۵٬۰۰۰ پسا است. از سال ۲۰۱۳، انجمن متون پالی، دانشگاه سندای و دانشگاه تورنتو پروژه‌ای برای دیجیتالی‌سازی و فهرست‌نویسی نسخه‌های برگ نخل آغاز کرده‌اند. نسخه‌های دیجیتالی‌شده در کتابخانه دیجیتال نسخه‌های میانمار به صورت دسترسی آزاد در دسترس‌اند.

## آماده‌سازی و نگهداری

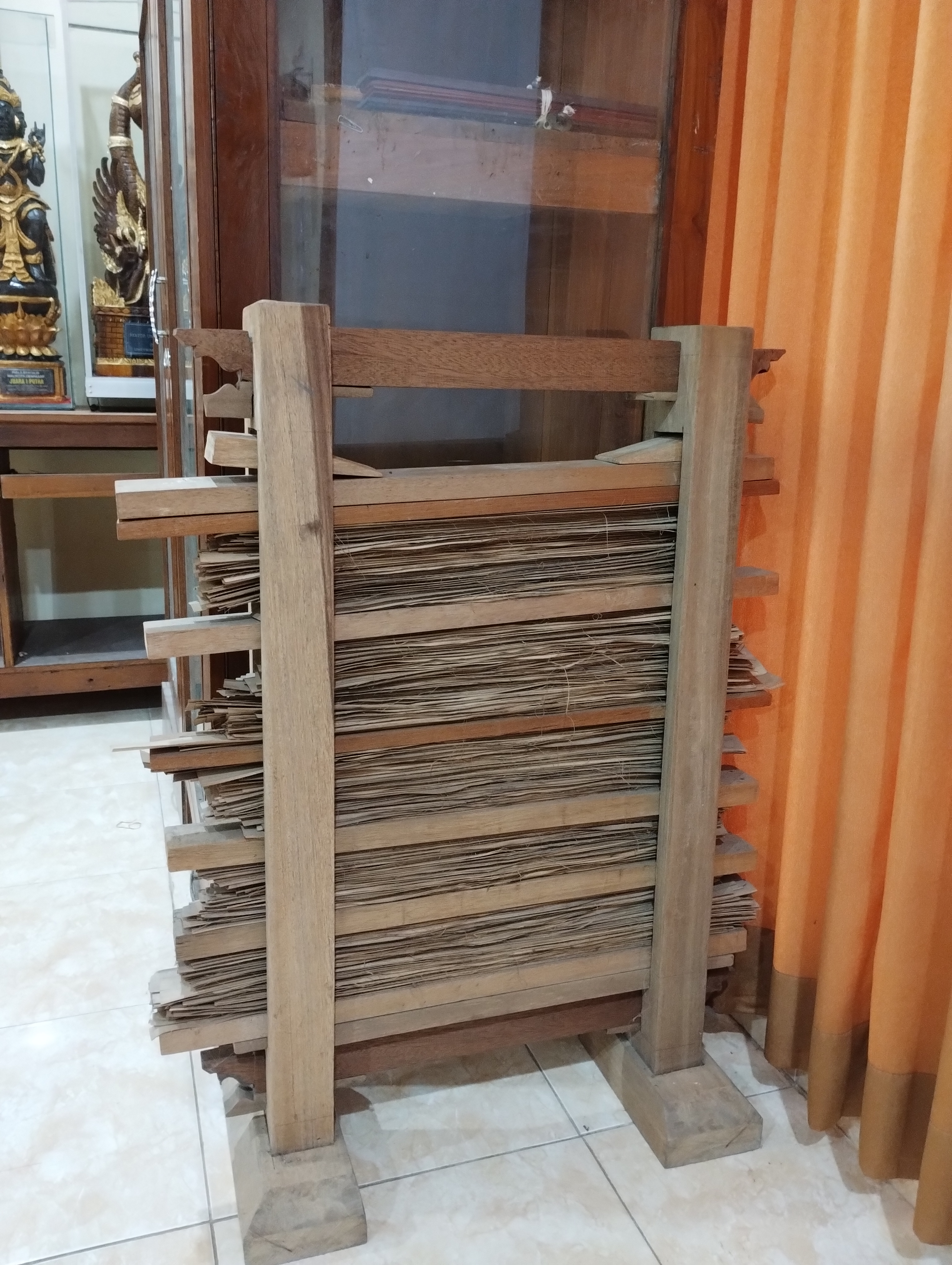
دستگاه فشرده‌سازی برای آماده‌سازی برگ نخل جهت نگارش

ابتدا برگ‌های نخل پخته و خشک می‌شوند. سپس نویسنده با نیشک حروف را حکاکی می‌کند. بر سطح برگ، رنگ طبیعی مالیده می‌شود تا مرکب در شیارها بماند. سپس با پارچهٔ تمیز سطح را پاک می‌کنند و نسخهٔ برگ نخل آماده می‌شود.